# PTK 시술
광치료 각막절제술(PTK)은 레이저를 이용하여 각막에서 조직을 제거하여 다양한 안구 질환을 치료하는 눈 수술의 일종이다. PTK는 표면 각막 혼탁 및 표면 요철을 제거할 수 있다. 이는 굴절 상태의 치료에 사용되는 광굴절 각막절제술과 유사하다. PTK의 일반적인 적응증은 각막 이영양증, 흉터, 혼탁 및 수포성 각막병증이다.